# Sedum nanifolium
Sedum nanifolium är en fetbladsväxtart som beskrevs av Fröderstr.. Sedum nanifolium ingår i Fetknoppssläktet som ingår i familjen fetbladsväxter. Inga underarter finns listade i Catalogue of Life.